# Бронепоезда типа ОБ-3
Бронепоезда типа ОБ-3 — советские бронепоезда (бепо) времён Великой Отечественной войны. Самые массовые советские бронепоезда Великой Отечественной войны — в 1941—1942 годах построено 65 бронепоездов.

## История
На 22 июня 1941 года Красная армия имела 47 бронепоездов — 34 лёгких и 13 тяжёлых. Кроме Красной армии бронепоезда имели и войска НКВД по охране железнодорожных сооружений и оперативные войска НКВД, у них на 22 июня 1941 года 25 бронепаровозов, 32 артиллерийские бронеплощадки и 33 мотоброневагона.
В 1941 году потеряно 42 бронепоезда: 21 — значившиеся в списках Главного автобронетанкового управления, 21 — прочие (флотские, местной постройки, трофейные прибалтийские); потери поездов НКВД не выявлены.
29 октября 1941 года наркомат обороны СССР директивой № 22сс, подписанной наркомом обороны И. В. Сталиным, приказал до конца 1942 года сформировать 32 дивизиона бронепоездов по два бронепоезда. Промышленность перевыполнила планы и построила 85 бронепоездов, из них 65 типа ОБ-3.
Опыт войны показал, что двухбашенные броневагоны непрактичны: во-первых излишне тяжелы (что создаёт перегрузку пути и затрудняет подъём площадки в случае схода с рельсов), во вторых при их повреждении поезд лишается половины артиллерии. В конце 1941 года предложили взамен бронеплощадку типа ОБ-3 (облегчённая — третий вариант) — двухосную и с одной башней — фактически половину довоенного броневагона (рассчитанную на полукустарное производство в железнодорожных мастерских.
Изготовление бронепоездов типа ОБ-3 велось одновременно в 36 паровозных депо и на 10 паровозо- и вагоноремонтных заводах. Нужные для их строительства подвижной состав и материалы, за исключением брони и вооружения, брали на местах. Броня поставлялась с ближайших металлургических и танковых заводов. На большинстве бронепоездов типа ОБ-3 бронезащита из незакалённой стали, а где строительство вели рядом с заводами, могущими провести закалку, или получали некондиционную броню с производства танков, бронезащиту сделали из закалённой стали или брони.
Всего было построено 65 бронепоездов, в том числе 10 в 1941 году («Ковровский большевик», «Южноуральский железнодорожник» и другие), в январе 1942 года — 12 («Василий Чапаев», «Вперед, на запад!» (Оренбургский паровозоремонтный завод), «Кзыл Татарстан» и другие), в феврале — 17 («Железнодорожник Кузбасса», «За Родину!», «Истребитель немецких захватчиков», «Победа», «Свердловский железнодорожник», «Сибиряк-Барабинец», «Советская Сибирь», «Сталинский Урал», «Челябинский железнодорожник» и другие) и в марте — 26 («Комсомол Чувашии», «Лунинец», «Металлург Кузбасса», «Москвич», «Североказахстанец», «Сибиряк», «Сталинец» и другие).

## Устройство
Бронепоезд ОБ-3 состоял из четырёх двухосных бронеплощадок и бронепаровоза, который располагался в середине состава, 2-4 контрольных платформ спереди и сзади для перевозки материалов для ремонта железнодорожного полотна (рельсы, шпалы и так далее) и для защиты от минно-взрывных заграждений. 
Для вооружения бронепоездов типа ОБ-3 Главное артиллерийское управление РККА в тот тяжёлый — первый период Великой Отечественной войны выделило только пушки морально устаревающих отечественных или иностранных систем: 76-миллиметровые образцов 1902, 1927, 1927/32 годов, 76-мм зенитные Лендера, 76-мм танковые Л-10, 75-мм французские и трофейные польские. Пулемёты были выделены трёх типов: 7,62-мм ДТ или Максим или 7,92-миллиметровые польские Браунинги образца 1930 года.
Для внешней связи устанавливали радиостанцию— 71-ТК-1, 71-ТК-З или английскую №-9. Для связи между вагонами и паровозом весь состав оборудовался телефоном и переговорными трубами корабельного типа. Электроэнергия для освещения вырабатывалась турбогенератором, установленным на паровозе, а для отопления состава в холодное время имелась система труб с подачей пара от котла. Бронепаровоз — НКПС-42; артиллерийские площадки — 4 ОБ-3; зенитная бронеплощадка ПВО-4 или с двумя 37-мм зенитными автоматическими пушками 61-К или 25-мм зенитными автоматическими пушками 72-К, или с двумя крупнокалиберными 12,7-мм зенитными пулемётами ДШК, или с одной 37-мм или 25-мм пушкой и одним ДШК (кроме того один ДШК ставили на тендере бронепаровоза в зенитной башне, защищённой с боков бронёй).

## Боевое применение
Особенно активно использовались ОБ-3 во время боев летом 1942 года на южном фланге советско-германского фронта и на Северном Кавказе летом-осенью 1942 года. В 1942 году экипажи советских бронепоездов и типа ОБ-3 показали немало примеров самопожертвования. 28 июня 1942 года западнее Воронежа в бою с немецкими авиацией и танками погибли оба бронепоезда 38-го отдельного дивизиона бронепоездов — № 1 «Челябинский железнодорожник» и № 2 «Южноуральский железнодорожник». 30 и 31 октября северо-западнее Орджоникидзе в боях с немецкими танками погибли оба бронепоезда 36-го отдельного дивизиона бронепоездов — № 717 «Оренбургский железнодорожник» и № 731 «Вперёд, на запад!». Всего за 1942 год было потеряно около 20 бронепоездов типа ОБ-3. Большинство бронепоездов было потеряно от немецкой авиации. Поэтому, начиная с 1941 года, постоянно усиливали зенитное вооружение бронепоездов (всех типов, не только типа ОБ-3). В 1942 году завод «Стальмост» изготовил 65 зенитных бронеплощадок типа ПВО-4 с двумя 37-мм зенитными автоматическими пушками 61-К или 25-мм зенитными автоматическими пушками 72-К, или с двумя 12,7-мм зенитными пулемётами ДШК, или с одной 37-мм или 25-мм пушкой и одним ДШК (кроме того один ДШК на тендере бронепаровоза в зенитной башне), экипажи бронепоездов снимали 12,7-мм пулемёты УБ и 20-мм пушки ШВАК со сбитых самолётов, и устанавливали их и трофейные немецкие 20-мм зенитные пушки на контрольных платформах с защитой из шпал и рельс. В 1943 году завод «Стальмост» изготовил 12 зенитных бронеплощадок ПВО-4 и 24 — в июле—ноябре 1944 года.
В 1943—1945 годах бронепоезда ОБ-3 использовались главным образом как средство контрбатарейной борьбы, для артиллерийской поддержки войск и для ПВО.

## Сноски
1. ↑  Сокращение утвердилось ещё со времён Гражданской войны в России, как лучше предающееся по телефону при шумах — выстрелах, взрывах и так далее
2. ↑  В борту ближайшей бронеплощадки за открытой дверцей вертикальная амбразура 7,92-мм польского пулемёта Браунинг, также видно, что относительное положение паровоза и последних вагонов не строго по одной линии — то есть пути деформированы взрывами авиабомб, а возможно вагоны сошли с рельсов
3. ↑  Снизу видны «разорванные как бумага» стальные листы толщиной 10 мм защиты ходовой части, деформации и многочисленные осколочные пробоины от немецких осколочно-фугасных авиабомб в тех же 10-мм стальных листах (для сравнения — толщина металлических дверей квартир обычно 1,5-4 мм — в 2,5-7 раз меньше). Также в борту ближайшей бронеплощадки пробоина в верхнем наклонном листе толщиной 12-16 мм